# KF Besa Peć
Klubi Futbollistik Besa Pejë – kosowski klub piłkarski z siedzibą w mieście Peć. Obecnie występuje w Liga e Dytë.

## Historia
Klub powstał w 1923 roku jako Behari Peć. Następnie kilkukrotnie zmieniał nazwy, aż w 1991 dwa inne kluby z miasta połączyły się w jeden zespół KF Besa Peć.
W sezonach 1961/1962, 1965/1966, 1977/1978 i 1988/1989 zostawał mistrzem prowincjalnej ligi Kosowa. W latach 1991–1992 i 1993–1997 występował w Niezależnej Lidze Kosowa.
Narastający konflikt etniczny doprowadził ostatecznie do wybuchu wojny domowej w Kosowie w latach 1998–1999. W rezultacie bombardowania Kosowo znalazło się pod tymczasowym zarządem ONZ. Kosowskie kluby wycofały się z mistrzostw Jugosławii i od sezonu 1999/2000 najlepsze zespoły występowały w Superlidze Kosowa. Besa startowała w Superlidze i zajęła siódme miejsce. W sezonach 2004/2005, 2005/2006 i 2006/2007 klub zostawał mistrzem kraju. Przez następne lata zajmował miejsca od 2 do 5. W sezonie 2016/2017 zajął szóste miejsce w lidze i wygrał Puchar Kosowa, ale nie otrzymał licencji na rozgrywki UEFA. Rok później był jedenasty i spadł do Liga e Parë. W drugiej lidze spędził dwa lata – w sezonie 2019/2020 przed zawieszeniem rozgrywek zajmował pierwsze miejsce i wrócił do Superligi. W następnym sezonie 2020/2021 na siedem kolejek przed końcem został zdegradowany do niższej ligi.

## Sukcesy
- Superliga e Kosovës (3×): 2004/2005, 2005/2006, 2006/2007
- Liga e Parë (1×): 2019/2020
- Puchar Kosowa (3×): 2004/2005, 2010/2011, 2016/2017
- Superpuchar Kosowa (2×): 2004/2005, 2006/2007

## Sezony
Opracowano na podstawie:
| Sezon     | Rozgrywki ligowe | Rozgrywki ligowe    | Rozgrywki ligowe | Puchar Kosowa |
| Sezon     | Liga             | Liga                | Miejsce          | Puchar Kosowa |
| --------- | ---------------- | ------------------- | ---------------- | ------------- |
| 1999/2000 | I                | Superliga e Kosovës | 7/18             | brak danych   |
| 2000/2001 | I                | Superliga e Kosovës | 12/16            | brak danych   |
| 2001/2002 | I                | Superliga e Kosovës | 7/14             | brak danych   |
| 2002/2003 | I                | Superliga e Kosovës | 5/14             | 1/8 finału    |
| 2003/2004 | I                | Superliga e Kosovës | 2/14             | Finał         |
| 2004/2005 | I                | Superliga e Kosovës | 1/12             | Zwycięstwo    |
| 2005/2006 | I                | Superliga e Kosovës | 1/12             | Ćwierćfinał   |
| 2006/2007 | I                | Superliga e Kosovës | 1/16             | Półfinał      |
| 2007/2008 | I                | Superliga e Kosovës | 3/16             | Półfinał      |
| 2008/2009 | I                | Superliga e Kosovës | 2/16             | Półfinał      |
| 2009/2010 | I                | Superliga e Kosovës | 4/12             | Półfinał      |

| Sezon     | Rozgrywki ligowe | Rozgrywki ligowe    | Rozgrywki ligowe | Puchar Kosowa |
| Sezon     | Liga             | Liga                | Miejsce          | Puchar Kosowa |
| --------- | ---------------- | ------------------- | ---------------- | ------------- |
| 2010/2011 | I                | Superliga e Kosovës | 5/12             | Zwycięstwo    |
| 2011/2012 | I                | Superliga e Kosovës | 4/12             | brak danych   |
| 2012/2013 | I                | Superliga e Kosovës | 3/12             | 1/8 finału    |
| 2013/2014 | I                | Superliga e Kosovës | 5/12             | Ćwierćfinał   |
| 2014/2015 | I                | Superliga e Kosovës | 2/12             | Półfinał      |
| 2015/2016 | I                | Superliga e Kosovës | 4/12             | 1/16 finału   |
| 2016/2017 | I                | Superliga e Kosovës | 6/12             | Zwycięstwo    |
| 2017/2018 | I                | Superliga e Kosovës | 11/12            | 1/16 finału   |
| 2018/2019 | II               | Liga e Parë         | 3/16             | 1/8 finału    |
| 2019/2020 | II               | Liga e Parë         | 1/16             | 1/16 finału   |
| 2020/2021 | I                | Superliga e Kosovës | 10/10            | 1/16 finału   |

## Obecny skład
Stan na 19 września 2020
| Nr | Poz. | Piłkarz             |
| -- | ---- | ------------------- |
| 1  | BR   | Agron Kolaj         |
| 2  | OB   | Ardi Ajdini         |
| 3  | OB   | Filip Šćekić        |
| 4  | OB   | Andi Alshiqi        |
| 5  | OB   | Fisnik Papuqi       |
| 6  | NA   | Breno Barbosa Matos |
| 7  | PO   | Florent Qorraj      |
| 8  | PO   | Lucas Sebastian     |
| 9  | NA   | Matheus de Paula    |
| 10 | PO   | Donart Sheqerolli   |
| 11 | NA   | Norik Krasniqi      |
| 15 | PO   | Diar Halili         |
| 16 | BR   | Kreshnik Nreca      |

| Nr | Poz. | Piłkarz             |
| -- | ---- | ------------------- |
| 17 | PO   | Festim Haxhiu       |
| 18 | OB   | Blažo Rajović       |
| 19 | NA   | Ardit Tahiri        |
| 21 | PO   | Ron Raçi            |
| 22 | PO   | Dren Idrizi         |
| 25 | OB   | Valton Ibrahimi     |
| 26 | NA   | Redon Syla          |
| 30 | PO   | Etnik Brruti        |
| 33 | PO   | Gentrit Salihu      |
| 34 | OB   | Agon Xhaka (wypoż.) |
| 37 | PO   | Arbër Maznikolli    |
| 40 | BR   | Visar Haxhijaj      |